# Tatajuba
Tatajuba is een houtsoort afkomstig van Bagassa guianensis (familie Moraceae). De bomen groeien in Zuid-Amerika. België voert het hout in vanuit Brazilië. 
Het hardhout is meestal kruisdradig. Het kernhout is van kleur goudgeel tot bruin en het spinthout geelwit. 
Door zijn hoge duurzaamheid kan het tegen contact met de grond en zout en zoet water. Hierdoor wordt het gebruikt voor buitenconstructies, jachtboten, gevelbekleding, terrasplanken en tuinmeubelen. Daarnaast ook voor draaiwerk, trappen, parket, deuren, meubels en beeldhouwhout. 